# Víctor Alperi
Víctor Alperi Fernández (Mieres, 14 de julio de 1930 - Gijón, 22 de octubre de 2013) fue un novelista, ensayista y cuentista español, polifacético escritor asturiano. Fue director primero, y presidente honorario después, de la Fundación Dolores Medio, además de impulsor y pieza fundamental en el mantenimiento del premio de novela corta "Casino de Mieres".

## Biografía
Doctor en Derecho por la Universidad de Oviedo, ya desde joven su pasión por la literatura le llevó a dedicarse a ella con plenitud. Con dieciocho años publicó su primera obra, un poemario: La sombra y la llaga. Mientras preparaba su doctorado publicó su primera novela, Laderas umbrías (1954). A partir de ese momento fue un colaborador habitual de la prensa, con artículos sobre literatura, gastronomía y viajes. Con el escritor valenciano, Juan Molla, escribió tres novelas en torno a la vida y ambiente asturiano: Sueño de sombra, Agua india y Cristo habló en la montaña, además del ensayo, Carlos Bousoño en la poesía de nuestro tiempo. En 1967, con su novela El rostro del escándalo, fue finalista del Premio Planeta. Cinco años antes había ganado el Premio Lengua Española convocado por la editorial Plaza & Janes con Dentro del río y el Premio Ruta de Plata. Como articulista, fueron habituales sus crónicas gastronómicas, conocimientos que quedaron también reflejados en la obra El Libro de la cocina española, en ocho volúmenes.
Considerado un autor prolífico con más de cincuenta libros publicados, la consejera de Cultura del Principado de Asturias, Ana González Rodríguez, señaló como rasgo suyo «la diversidad de sus intereses y escritos» y sus aportaciones a la cultura asturiana. Luis Fernández Roces lo definió como «una persona que trabajó infatigable por la literatura; escribía mucho y bien» y la semióloga y catedrática de Historia del Español, María del Carmen Bobes Naves, destacó sobre él que «no era una persona competitiva, y eso le perjudicó, pero [era] un escritor con gran dominio del lenguaje, de palabra limpia y significativa». El crítico literario, Faustino F. Álvarez señala en julio de 2013 que Víctor Alperi era «un prodigioso ser literario que no necesita conciliar la pluma con la espada que su Garcilaso interior jamás empuñó, y que renunció a una prometedora carrera de jurista en cuanto se reconoció letraherido para siempre y sin marcha atrás».

## Obras más destacadas
|  | - Laderas umbrías - Una historia de guerra - La batalla de aquel general - Dentro del río - Sueño de sombra - Agua india - Cristo habló en la montaña - Asturias vista por los asturianos | - Valladolid viaje al corazón del imperio - Los días y las sombras o El final de un siglo - La batalla de aquel general - El rostro del escándalo - Viejo retablo de títeres nuevos - Dorado palacio de Lisboa - Una pasión literaria: vida y obra de José Manuel Parrilla - Carlos Bousoño en la poesía de nuestro tiempo |